# Araeoncus discedens
Araeoncus discedens là một loài nhện trong họ Linyphiidae.
Loài này thuộc chi Araeoncus. Araeoncus discedens được Eugène Simon miêu tả năm 1881.